# Ripatico
Il ripatico era un antico tributo feudale, di entità prestabilita, corrisposto per poter disporre della riva di un lago o di un corso d'acqua per attraversarlo, approdarvi o sostarvi.
La tassa di approdo lungo le sponde cremonesi del Po veniva riscossa fin dal 1032 dalla famiglia Ripari su infeudazione dell'allora Vescovo Ubaldo, giusto messaggio Monumenta Ecclesiae Cremonensis.
Successivamente il Vescovo di Cremona Sicardo investì Pietro Ripari, figlio di Anastasio, del feudo Ripatico del Po a rogito del notaio Lanfranco, il 1º agosto 1197, concedendo alla nobile famiglia la riscossione del relativo tributo.

## Etimologia
Il termine deriva dal latino tardo ripaticum, dalla parola rip(am) e dal suffisso -àticum.